# National Treasure: Book of Secrets
National Treasure: Book of Secrets (conocida como La leyenda del tesoro perdido 2: El libro de los secretos en Hispanoamérica y La búsqueda 2: El diario secreto en España) es una película estadounidense de 2007 dirigida por Jon Turteltaub y producida por Jerry Bruckheimer.
Es una secuela de la película National Treasure de 2004 y es la segunda película de la franquicia "National Treasure." La película está protagonizada por Nicolas Cage en el papel principal, Jon Voight, Harvey Keitel, Ed Harris, Diane Kruger, Justin Bartha, Bruce Greenwood y Helen Mirren.
La película se estrenó en Nueva York el 13 de diciembre de 2007, y Walt Disney Studios Motion Pictures la estrenó en Norteamérica el 21 de diciembre de 2007. Se estrenó en Corea y en Taiwán el 19 de diciembre de 2007; en Australia y Medio Oriente el 20 de diciembre de 2007; en los Estados Unidos, Canadá, Japón, España, Italia el 21 de diciembre de 2007; en Alemania y los Países Bajos el 24 de enero de 2008; y en el Reino Unido y Dinamarca el 8 de febrero de 2008.
Tanto como su predecesora, recibió críticas mixtas de los críticos, pero tuvo éxito comercial, recaudando $459 millones en todo el mundo, convirtiéndose en la novena película más taquillera de 2007.

## Elenco
| Actor           | Personaje                     |
| --------------- | ----------------------------- |
| Nicolas Cage    | Benjamin "Ben" Franklin Gates |
| Jon Voight      | Patrick Gates                 |
| Harvey Keitel   | Agente del FBI: Peter Sadusky |
| Ed Harris       | Mitchell "Mitch" Wilkinson    |
| Diane Kruger    | Dra. Abigail "Abi" Chase      |
| Justin Bartha   | Riley Poole                   |
| Bruce Greenwood | Presidente                    |
| Helen Mirren    | Prof. Emily Appleton          |
| Michael Maize   | Daniel                        |
| Timothy Murphy  | Seth                          |
| Armando Riesco  | Agente del FBI: Hendricks     |
| Albert Hall     | Dr. Nichols                   |

## Producción

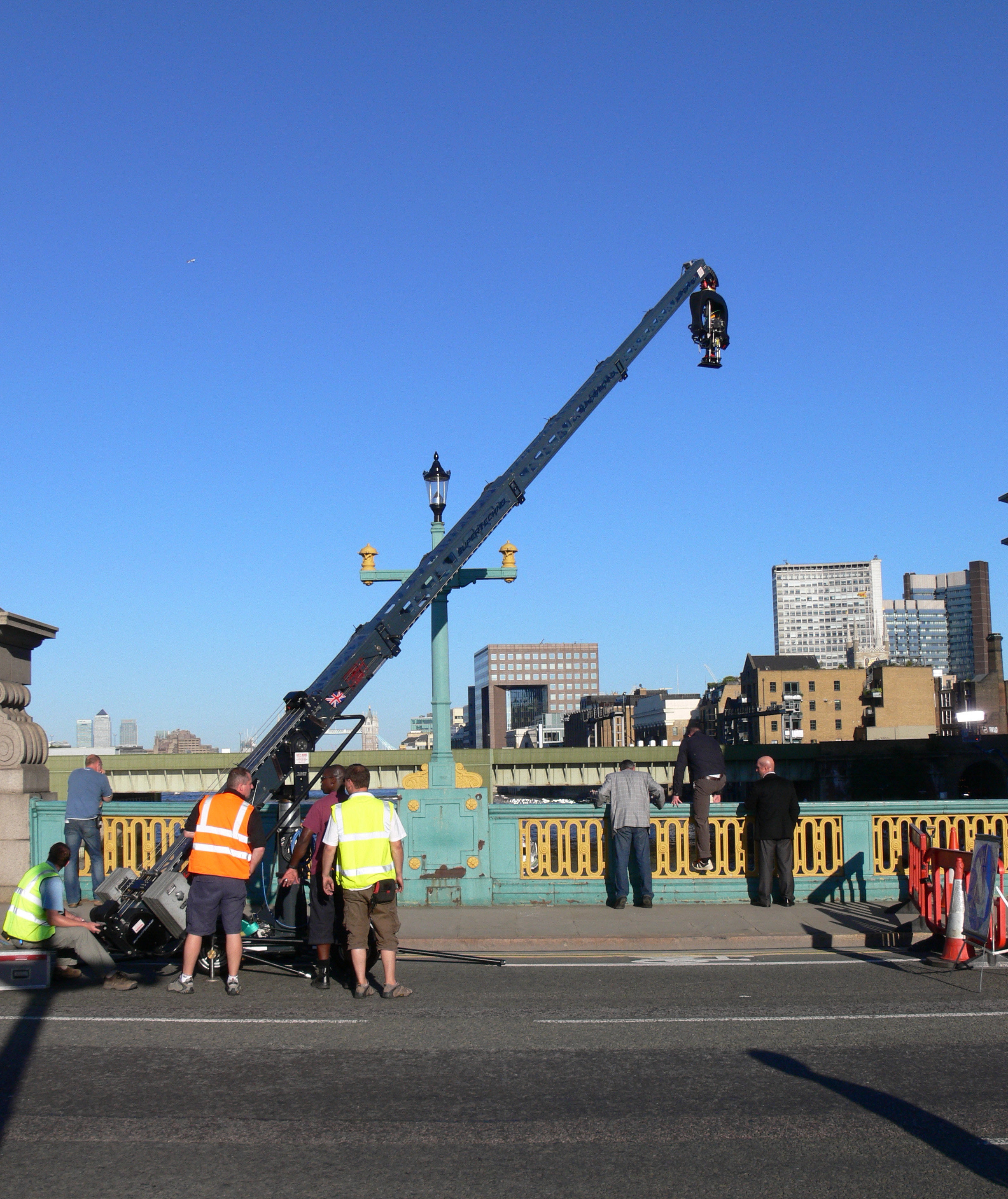
Rodaje de la película en Londres

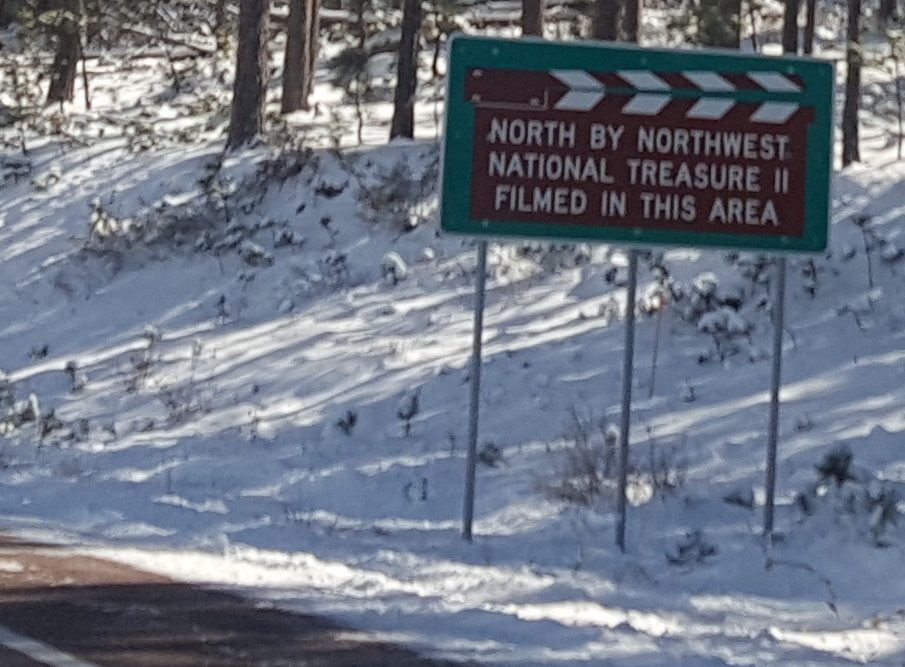
Cartel en la carretera que se acerca al Monte Rushmore

### Ubicaciones
Muchas escenas de lugares históricos fueron filmadas en su localización, incluyendo las escenas en Mount Vernon y el Monte Rushmore. El rodaje en el Monte Rushmore tardó más de lo previsto inicialmente, debido a las inclemencias del tiempo y la decisión de cambiar la configuración de escenas adicionales en el área alrededor del Monte Rushmor], para aprovechar el Black Hills como telón de fondo.

## Recepción

### Respuesta crítica
En Rotten Tomatoes la película tiene un índice de aprobación del 36% basado en 130 reseñas, con una calificación promedio de 4.80/10. El consenso crítico del sitio dice: "Un elenco talentoso se desperdicia en la improbable National Treasure: Book of Secrets, que es inquietantemente similar a la primera película".
En Metacritic, la película tiene una puntuación media ponderada de 48 sobre 100, basada en 26 críticos, lo que indica "críticas mixtas o promedio".
El público encuestado por CinemaScore le dio a la película una calificación promedio de "A−" en una escala de A+ a F.
Roger Ebert le dio a la película dos de cuatro estrellas.
El crítico de cine británico Peter Bradshaw de The Guardian cuestionó la implicación del apoyo británico al bando de los Confederado en la guerra civil estadounidense.

## Recepción

### Taquilla
La búsqueda secreta: El libro de los secretos recaudó $44,8 millones en su primera semana, ubicándose en el puesto número uno en taquilla. Se mantuvo en primer lugar en taquilla durante dos semanas más, recaudando $35,7 millones y $20,1 millones, respectivamente, hasta que fue destronada por The Bucket List ($19,4 millones).
La película recaudó $220 millones en Norteamérica y $237,4 millones en otros territorios, para un total de $457,4 millones, frente a un presupuesto de $130 millones convirtiéndola en    (2007 in film) la novena película más taquillera de 2007 y la película con mayores ingresos de la serie. Se necesitaron 38 días para superar a la primera película ($347,5 millones).

## Medios domésticos
National Treasure: Book of Secrets se lanzó en DVD, UMD y Blu-ray el 20 de mayo de 2008 En el fin de semana de estreno, se vendieron 3.178.631 unidades de DVD, lo que supuso unos ingresos de $50.826.310. Hasta agosto de 2009, se han vendido 5.873.640 unidades de DVD, lo que ha supuesto unos ingresos de $93.132.076. Esto no incluye las ventas de discos Blu-ray ni los alquileres de DVD.
La película ha cambiado de título a National Treasure 2: Book of Secrets para los tres lanzamientos. El sitio web oficial de la película también ha cambiado en consecuencia.
Una edición especial, llamada "National Treasure Presidential Edition", contiene National Treasure y National Treasure 2: Book of Secrets dentro de un libro de cartas que es una réplica del libro secreto de los presidentes de National Treasure 2: Book of Secrets.

## Secuela
El director Jon Turteltaub dijo que el equipo se tomará un tiempo antes de hacer una secuela más de National Treasure, pero Disney ya ha registrado los dominios para NationalTreasure3.com y NationalTreasure4.com. Aunque la segunda película terminaba con la pregunta sobre la página 47 del libro de los secretos del Presidente, Jon Turteltaub respondió en una entrevista a la prensa que esa parte no fue escrita como base para National Treasure 3.